# Solieria reclinervis
Solieria reclinervis là một loài ruồi trong họ Tachinidae.